# Hrabstwo Belmont

Piramida wieku hrabstwa

Hrabstwo Belmont – hrabstwo (ang. county) w stanie Ohio w USA. Populacja wynosi 70 226 mieszkańców (stan według spisu z 2000 r.).
Powierzchnia hrabstwa wynosi 1402 km². Gęstość zaludnienia wynosi 50 osób/km².

## Miasta
- Martins Ferry
- St. Clairsville

## Wioski
- Barnesville
- Bellaire
- Belmont
- Bethesda
- Bridgeport
- Brookside
- Fairview
- Flushing
- Holloway
- Morristown
- Powhatan Point
- Shadyside

## CDP
- Bannock
- Glencoe
- Lafferty
- Lansing
- Neffs
- Wolfhurst